# Freaky Friday (canção)
"Freaky Friday" é uma canção do rapper americano Lil Dicky com participação do cantor americano Chris Brown. O vídeo da música tem vocais não creditados de Ed Sheeran, DJ Khaled e Kendall Jenner . Foi escrita ao pelos artistas ao lado de Ammo e Nicholas Audino e produzida por Mustard, Benny Blanco e Twice as Nice.
A música foi lançada pela Dirty Burd em 15 de março de 2018, junto com seu videoclipe.
A música se tornou o single de maior sucesso de Lil Dicky, alcançando a oitava posição na Billboard Hot 100. Fora dos Estados Unidos, "Freaky Friday" ficou em primeiro lugar nas paradas na Nova Zelândia e no Reino Unido, além de também alcançar o top dez nas paradas na Austrália, Bélgica (Valônia), Canadá, Dinamarca e República da Irlanda.

## Composição
"Freaky Friday" é uma canção de rap cômico com uma produção pop sintetizada por Mustard e Benny Blanco.

Na música os artistas retomam comicamente o conceito do filme Sexta-Feira Muito Louca, onde os personagens trocam de corpo entre o de uma superestrela carismática e controversa (Chris Brown), e o de um artista emergente com uma vida normal (Lil Dicky).

## Clipe

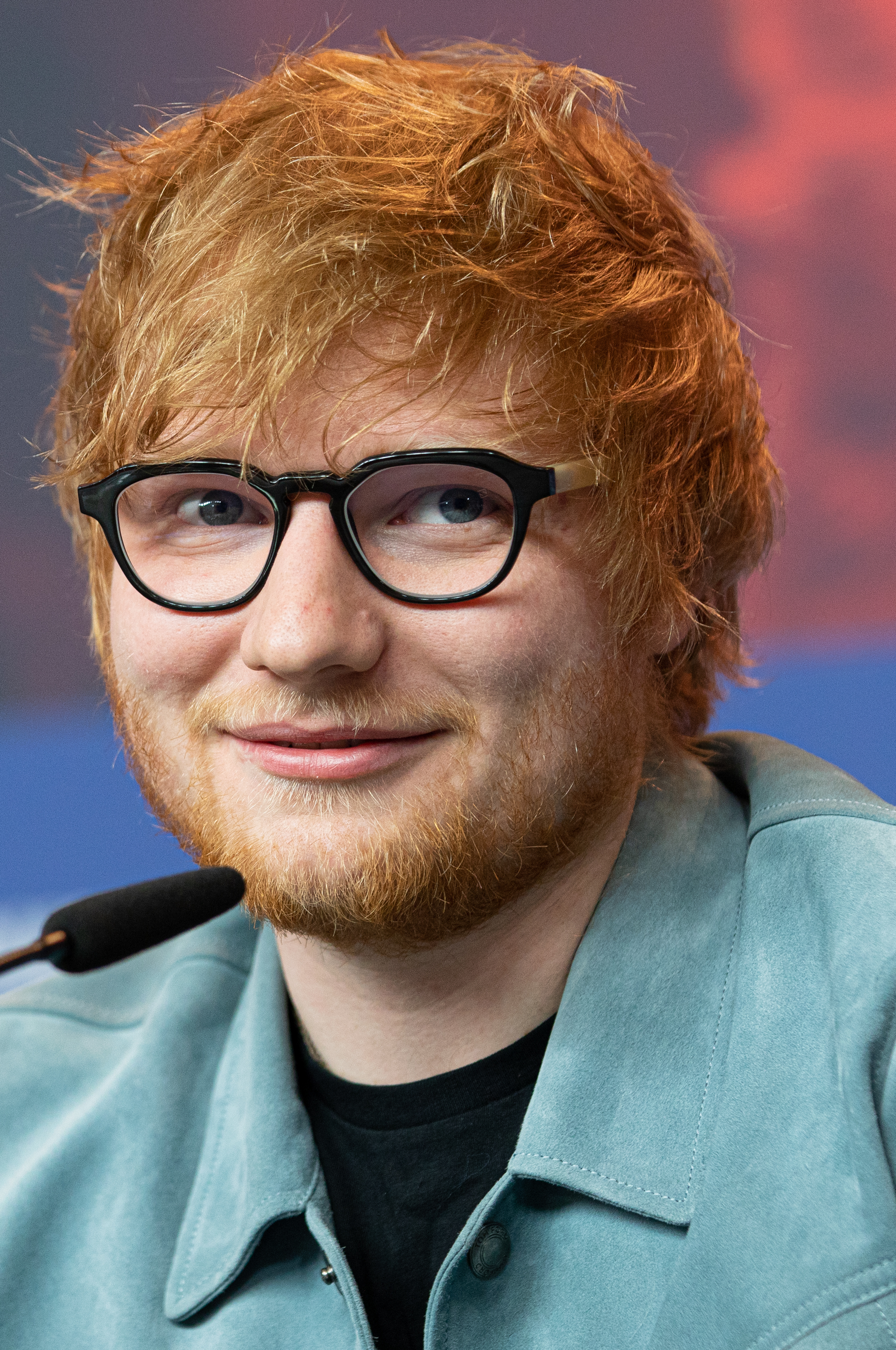
Ed Sheeran

O videoclipe é uma parodia do filme Freaky Friday de 2003 e apresenta participações especiais de Jimmy Tatro, Ed Sheeran, DJ Khaled e Kendall Jenner. Em abril de 2021, o vídeo já tinha mais de 700 milhões de visualizações no YouTube. O vídeo mostra Lil Dicky em um restaurante chinês, semelhante ao filme de 2003, Freaky Friday, onde uma personagem está em um restaurante chinês e expressa o seu desejo de ser outra pessoa.
No videoclipe, Lil Dicky é abordado por um fã, interpretado por Jimmy Tatro, que menciona ser fã de seu trabalho. Apesar disso, ele diz para a namorada que ele é um rapper cômico, e não um rapper relevante de verdade. Lil Dicky então diz a seus amigos na mesa que gostaria de ser alguém que fosse mais respeitado na música. A câmera então se volta para Chris Brown na televisão, mencionando que ele também gostaria de ser outra pessoa por um dia, devido ao enorme estresse da vida de um artista famoso. O garçom chinês percebe e dá um biscoito da sorte a Lil Dicky. O vídeo mostra então os artistas sofrendo um feitiço em que trocam de corpos.
A música ilustra os dois descobrindo a vida nos corpos um do outro. No final, após vários problemas, Brown encontra Dicky em uma balada vivendo sua vida e inicia uma briga. Após perceberem que deveriam se amar, eles voltam a suas formas originais.
O vídeo termina com participações especiais de Ed Sheeran, DJ Khaled e Kendall Jenner, onde Lil Dicky consegue trocar com seus corpos, assim como fez com o de Brown. No caso de Ed Sheeran, ele se decepciona e diz não ser tão descolado quanto Brown, em Khaled, ele se questiona do porque está gritando, enquanto em Jenner ele decide explorar o corpo de uma mulher.

## Paradas
| Chart (2018–2019)                                  | Posição |
| -------------------------------------------------- | ------- |
| Austrália (ARIA)                                   | 4       |
| Áustria (Ö3 Austria Top 75)                        | 20      |
| Bélgica (Ultratop 50 de Flandres)                  | 46      |
| Bélgica (Ultratip Bubbling Under da Valônia)       | 2       |
| Canadá (Canadian Hot 100)                          | 10      |
| Dinamarca (Hitlisten)                              | 9       |
| França (SNEP)                                      | 113     |
| Alemanha (Offizielle Deutsche Charts)              | 21      |
| Greece (IFPI Greece)                               | 16      |
| Hungria (Stream Top 40)                            | 24      |
| Ireland (IRMA)                                     | 3       |
| Netherlands (Dutch Tipparade 40)                   | 2       |
| Países Baixos (Single Top 100)                     | 28      |
| Nova Zelândia (Recorded Music NZ)                  | 1       |
| Noruega (VG-lista)                                 | 22      |
| Portugal (AFP)                                     | 28      |
| Escócia (Scottish Singles Chart)                   | 4       |
| Suécia (Sverigetopplistan)                         | 21      |
| Suíça (Schweizer Hitparade)                        | 33      |
| Reino Unido (UK Singles Chart)                     | 1       |
| Reino Unido (OCC UK R&B)                           | 2       |
| Estados Unidos (Billboard Hot 100)                 | 8       |
| Estados Unidos (Billboard R&B/Hip-Hop Songs)       | 5       |
| Estados Unidos (Billboard Hot R&B/Hip-Hop Airplay) | 16      |
| Estados Unidos (Billboard Rhythmic)                | 9       |

| Chart (2018)                         | Posição |
| ------------------------------------ | ------- |
| Australia (ARIA)                     | 57      |
| Canada (Canadian Hot 100)            | 59      |
| Denmark (Tracklisten)                | 48      |
| Ireland (IRMA)                       | 38      |
| New Zealand (Recorded Music NZ)      | 28      |
| Portugal (AFP)                       | 177     |
| UK Singles (Official Charts Company) | 14      |
| US Billboard Hot 100                 | 55      |
| US Hot R&B/Hip-Hop Songs (Billboard) | 29      |
| US Rhythmic (Billboard)              | 47      |